# Maintirano
Maintirano är en regionhuvudort i Madagaskar.   Den ligger i regionen Melakyregionen, i den nordvästra delen av landet, 400 km väster om huvudstaden Antananarivo. Maintirano ligger 11 meter över havet och antalet invånare är 16 000.
Terrängen runt Maintirano är platt. Havet är nära Maintirano västerut. Runt Maintirano är det ganska glesbefolkat, med 48 invånare per kvadratkilometer. Det finns inga andra samhällen i närheten. 